# Panonychus bambusicola
Panonychus bambusicola är en spindeldjursart som beskrevs av Ehara och Toshikazu Gotoh 1991. Panonychus bambusicola ingår i släktet Panonychus och familjen Tetranychidae. Inga underarter finns listade i Catalogue of Life.